# Джорджет Геєр
Джорджет Геєр (англ. Georgette Heyer, 1902‒1974) — британська письменниця, авторка близько сорока історичних і детективних романів із виразно романтичними сюжетами. Її вважають творцем жанру любовного роману епохи Регентства (Британія 1811‒1820 років), але твори часто стосуються значно ширшого часового періоду. Окрім романтичних історій, вона майстерно працювала у жанрі детективу, воєнної драми та горору. 
Народилася у Вімблдоні, закінчила Вестмінстерський коледж, якийсь час жила у Франції, Танганьїці, Македонії. Перший роман «Чорний метелик» (The Black Moth) вийшов друком, коли їй було 19 років. 2019 року український переклад роману «Чорний метелик» вийшов друком у Видавництві «Астролябія». 2023 року з'явився український переклад роману «Тіні минулого», який вважають початком її справжньої письменницької кар’єри.
Часто Джорджет Геєр порівнюють із Джейн Остін і Агатою Крісті. Але її твори вирізняються проникливішим описом характерів і скрупульознішим відтворенням історичних реалій, на тлі яких розгортається сюжет.

## Чорний метелик: Романтична повість з XVIII століття
Перший роман з Георгіанського (часу правління Ганноверської династії у Великій Британії, 1714‒1837) циклу  Джорджет Геєр (1902–1974). Його вона написала як історію для свого хворого брата, але коли її прочитав батько, то вирішив опублікувати. По суті це і спонукало Джоржет стати письменницею, це пробудило її амбіції. 

Книга розповідає про Лорда Джона Карстерза, несправедливо звинуваченого у шахрайстві, змушеного покинути Англію. Позбавлений засобів до виживання, він знаходить розраду і порятунок в азартних іграх та розбійництві, яке часто нагадує історію з легендарним Робіном Гудом. Цим він займається й після нелегального повернення на батьківщину. Але в його житті відбувається різкий поворот, коли він стає на перешкоді сумнозвісному «Дияволові» — герцогові Ендоверському, рятуючи з його рук чарівну міс Діану Боулі.
«Любовний роман, події якого розгортаються у Великій Британії георгіанської епохи. Тоді, у XVIII столітті, було модно зваблювати неприступних панянок, програвати у карти маєтки й коней чи доводити чоловіків до банкрутства рахунками за сукні».